# 流星奇蹟
「流星奇蹟」與前作僅隔1個半月，為2006年發行的第4彈單曲。初回式樣限定盤贈送動畫『天保異聞妖奇士』的角色檔案以及動畫貼紙。周榜22位，配信無認證。雖然初動和累計都比上一作多，但卻是生物股長唯一一張沒有進入Oricon榜單前20位的單曲。

## 收錄曲
1. 流星ミラクル （4:07）
- 作詞・作曲：水野良樹 / 編曲：WESTFIELD

動畫『天保異聞妖奇士』的第一期OP曲、音樂生活『mu-mo』的廣告曲
這首歌是以水野在高中時代組的樂隊“Groovy★Jack”的歌曲『オーバーカム』（Overcome）為模板而創作的。
PV在多摩新城拍攝，依舊由上作的加藤みづき出演擔任主角。拍攝地附近是出現在宮崎駿的電影《側耳傾聽》裡的聖地的地方。
2. 紛飛雪夜的兩人 （4:44）
- 作詞・作曲：山下穂尊 / 編曲：湯浅篤

曾收錄在2008年12月24日發行的合集『Wonderful Tunes〜Love Winter〜』裡。精選專輯『生物百科圖鑑～團員精選～』收錄的是新錄製的版本「雪やまぬ夜二人-2010 version-」（編曲：松任谷正隆）。
3. 風に吹かれて （3:04）
- 作詞・作曲：宮本浩次 / 編曲：江口亮

翻唱自ELEPHANT KASHIMASHI的歌曲。
4. 流星ミラクル -instrumental-

## 収録專輯
- 櫻花盛開的街道故事（#1）
- Anime×Music Collaboration 39 '02-'07（#1）
- いきものばかり〜メンバーズBESTセレクション〜（#2）
- Wonderful Tunes〜Love Winter〜（#2）

## 翻唱
紛飛雪夜的兩人
- 沼倉愛美 2014年的專輯『THE IDOLM@STER STATION!!+ WINTER MEMORIES』。

## 外部連結
- 流星ミラクル （页面存档备份，存于） - Sony Music